# 바르바세나

바르바세나의 위치

바르바세나(포르투갈어: Barbacena)는 브라질 미나스제라이스주의 도시로 면적은 759.19km2, 높이는 1,160m, 인구는 132,980명(2013년 기준), 인구 밀도는 158명/km2이다. 주도 벨루오리존치의 남쪽에 위치한다.